# Act. 1 The Little Mermaid
Act. 1 The Little Mermaid (с англ. — «Акт 1. Маленькая Русалочка») — дебютный мини-альбом южнокорейской гёрл-группы Gugudan. Был выпущен 28 июня 2016 года лэйблом Jellyfish Entertainment и распространен CJ E&M.

## Предпосылки и релиз
13 июня 2016 года Jellyfish Entertainment запустил официальный сайт группы и объявила через SNS, что группа дебютирует с мини-альбомом Act. 1: The Little Mermaid и заглавный трек «Wonderland».
Тизеры с участием каждого из участниу для их музыкального видео были выпущены с 14 по 16 июня 2016 года. 28 июня музыкальное видео песни было выпущено онлайн и через приложение Naver V.
Альбом был выпущен 28 июня 2016 года на Melon и различных сайтах в Южной Корее и на iTunes для мирового рынка в качестве цифровой загрузки.

## Промоушен
Клип на заглавный трек «Wonderland», вышедший 28 июня 2016 года совместно с альбомом, клип набрал более 2 миллионов просмотров. Группа провела живое выступаление 28 июня.
29 июня группа дебютировала на шоу Music Champion, исполнив «Good Boy» и «Wonderland».

## Коммерческий успех
Альбом вошёл и достигла пика на 2 строчке в южнокорейском альбомном чарте Gaon в выпуске чарта от 26 июня – 2 июля 2016 года. На своей третьей неделе альбом вошел в топ-10 под номером 8. Он также занял 8-е место в альбомном чарте Gaon за июнь 2016 года с 12,839 проданными копиями.
Заглавный трек «Wonderland» вошел и достиг пика на 38–м месте в южнокорейском цифровом чарте Gaon в выпуске чарта от 26 июня-2 июля 2016 года с 55,887 проданными загрузками и 703,642 потоками.

## Трек-лист
| №                   | Название                                      | Текст песни                           | Музыка                                    | Длительность |
| ------------------- | --------------------------------------------- | ------------------------------------- | ----------------------------------------- | ------------ |
| 1.                  | «Wonderland»                                  | ButterFly Jang Yeon-jung Kim In-hyung | ButterFly                                 | 3:05         |
| 2.                  | «Could This Be Love» (구름 위로; Gureum Wiro) | Misfit                                | Simon Janlöv Andreas Oberg Kanata Okajima | 3:14         |
| 3.                  | «Good Boy»                                    | Kim Chang-rak Mario Han Kyung-su      | Kim Chang-rak Park Su-seok Lee Hyun-sang  | 2:54         |
| 4.                  | «Diary» (일기; Ilgi)                          | Jin-ri Glory Face                     | Glory Face Jin-ri Ming-ki                 | 3:38         |
| 5.                  | «Maybe Tomorrow»                              | Kim Ji-hyang                          | MELODESIGN                                | 4:48         |
| 6.                  | «Wonderland» (instrumental)                   |                                       | ButterFly                                 | 3:05         |
| Общая длительность: | Общая длительность:                           | Общая длительность:                   | Общая длительность:                       | 20:41        |

## Чарты

### Weekly charts
| Чарты (2016)               | Пиковые позиции |
| -------------------------- | --------------- |
| South Korean Albums (Gaon) | 2               |

### Monthly charts
| Чарты (2016)               | Пиковые позиции |
| -------------------------- | --------------- |
| South Korean Albums (Gaon) | 8               |